# ウィンター・ナイツ
『ウィンター・ナイツ』（Winter Nights）は、アメリカ合衆国のギタリスト、アル・ディ・メオラが1999年に発表したスタジオ・アルバム。

## 背景
キャリア初のクリスマス・アルバムである。ディ・メオラは2003年のインタビューにおいて、テラーク移籍後のアルバムについて振り返った際、本作に関しては「静かなレコード」と位置づけている。
ウクライナのバンドゥーラ奏者Roman Hrynkiv (Гриньків Роман Дмитрович)が全面参加しており、ディ・メオラは1992年に「ワールド・シンフォニア」名義でヨーロッパ・ツアーを行っていた際、バックステージでHrynkivの演奏を聴かされて感銘を受け、直後のルクセンブルク公演でHrynkivをゲストに招いたという。なお、収録曲のうち「ウィンタールードNo.2」、「ウィンタールードNo.3」、「ウィンタールードNo.4」はHrynkivのバンドゥーラ独奏で、ディ・メオラは演奏に参加していない。

## 反響・評価
『ビルボード』のコンテンポラリー・ジャズ・アルバム・チャートでは15位に達した。
Richard S. Ginellはオールミュージックにおいて5点満点中3点を付け「ジャズ、ワールド・ミュージック、ニューエイジ・ミュージックのいずれの愛好家にとっても心地好く感じられる、寛ぎがあり、流れるような、そして情熱的な音楽作品」と評している。また、『CDジャーナル』のミニ・レビューでは「ロマンティックなだけではなく、ディ・メオラらしいテンションの高さもあり、聴き応えのあるサウンドに仕上がっている」と評されている。

## 収録曲
特記なき楽曲はアル・ディ・メオラ作曲。
1. ジマ - "Zima" - 4:09
2. キャロル・オブ・ザ・ベル - "Carol of the Bells" (Mykola Leontovych, Peter J. Wilhousky) - 4:13
3. ウィンタールード・デュエットNo.1 - "Winterlude Duet No. 1" (Roman Hrynkiv, Al Di Meola) - 1:28
4. グリーンスリーヴス - "Greensleeves" (Traditional) - 2:47
5. マーシー・ストリート（英語版） - "Mercy Street" (Peter Gabriel) - 4:55
6. ハヴ・ユアセルフ・ア・メリー・リトル・クリスマス - "Have Yourself a Merry Little Christmas" (Ralph Blane, Hugh Martin) - 4:33
7. ウィンタールードNo.2 - "Winterlude No. 2" (R. Hrynkiv) - 0:51
8. ミッドウィンター・ナイツ - "Midwinter Nights" - 4:52
9. スカボロ・フェア - "Scarborough Fair" (Traditional) - 4:36
10. ウィンタールードNo.3 - "Winterlude No. 3" (R. Hrynkiv) - 0:47
11. ザ・ファースト・ノエル - "The First Noel" (William Sandys) - 3:16
12. インヴェルノ - "Inverno" - 5:40
13. ファースト・スノー - "First Snow" - 2:43
14. ウィンタールードNo.4 - "Winterlude No. 4" - 1:32
15. アヴェ・マリア - "Ave Maria" (J.S. Bach, Charles Gounod) - 4:53

## 参加ミュージシャン
- アル・ディ・メオラ - アコースティック・ギター(#7, #10, #14を除く全曲)、パーカッション(#3, #7, #10, #14を除く全曲)、キーボード(on #2, #4, #9, #11, #13)、ハープ(on #2)
- Roman Hrynkiv - バンドゥーラ(on #1, #3, #5, #7, #8, #10, #11, #12, #13, #14)
- ハーナン・ロメロ - パーカッション(on #1, #12)、シェイカー(on #4)、バックグラウンド・アコースティック・ギター(on #5)